# 维奥莱讷
维奥莱讷（法語：Violaines，法語發音：[vjɔlɛn]）是法国上法兰西大区加来海峡省的一个市镇，位于该省东北部，属于贝蒂讷区。

## 地理
维奥莱讷（50°32'27"N, 2°47'20"E）面积10.01 平方千米，位于法国上法蘭西大區加来海峡省，该省份为法国北部沿海省份，西北濒北海，南至索姆省，东临北部省。
与维奥莱讷接壤的市镇（或旧市镇、城区）包括：里什堡、拉巴塞、欧希莱米讷、屈安希、费斯蒂贝尔、日旺希莱拉巴塞、艾讷、洛尔日、韦尔梅勒。

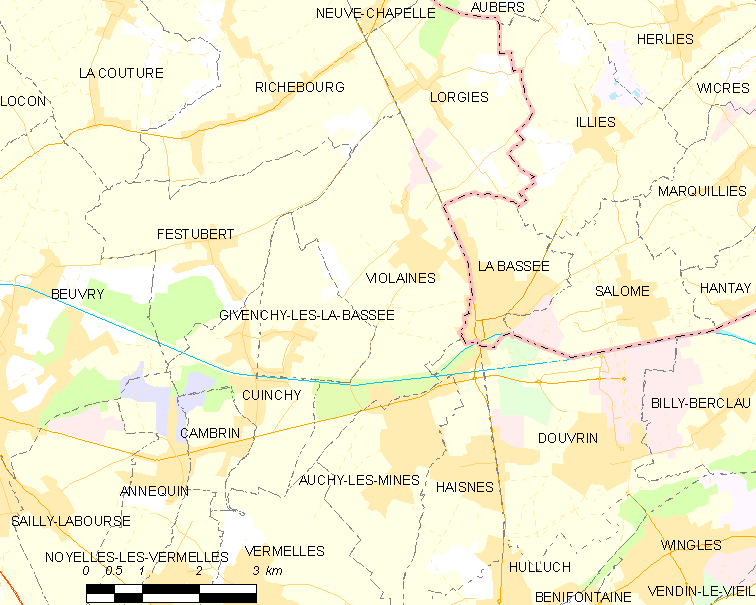
维奥莱讷的OSM定位图

维奥莱讷的时区为UTC+01:00、UTC+02:00（夏令时）。

## 行政
维奥莱讷的邮政编码为62138，INSEE市镇编码为62863。

## 政治
维奥莱讷所属的省级选区为杜夫兰县。

## 人口

1962-2008年间维奥莱讷人口变化图示

维奥莱讷于2022年1月1日时的人口数量为3844人。